# Пам'ятник Миколі Стражеску
Пам'ятник академіку Миколі Стражеску — пам'ятник українському вченому, лікарю-терапевту Миколі Дмитровичу Стражеску в Києві. Споруджений у 1977 році з нагоди 100-річчя від дня народження вченого. Автори — скульптор Іван Шаповал, архітектор Ірфан Шемседінов.
Пам'ятник розташований біля входу до будинку Українського науково-дослідного інституту кардіології, який був заснований М. Д. Стражеском і названий його ім'ям, за адресою вул. Святослава Хороброго, 5. Має статус пам'ятки місцевого значення з 1980 року.

## Опис
Бронзова скульптура, — майже поясний портрет вченого, — розміщена на металевому постаменті, облицьованому лабрадоритом. Долішня та горішня частини постаменту металеві. Постамент підноситься на двоступінчастому цоколі та низькому стилобаті з лабрадориту. Висота скульптури становить 1,35 м, постаменту — 3,50 м, цоколю — 0,6 м, стилобата — 0,15 м.
Скульптура виконана в реалістичній манері й відтворює портретні риси вченого, який глибоко замислився; правою рукою він торкається щоки, ліва вільно лежить на постаменті, прикриваючи книгу чи записник. На постаменті розміщені два анатоційні написи: на лицьовій стороні напис виконаний накладними металевими літерами, з тильного боку на цоколі — викарбуваний.